# Vasja Pirc
Vasja Pirc (Idrija, 19 december 1907 – Ljubljana, 2 juni 1980) was een Sloveense schaker. Hij werd geboren in het keizerrijk Oostenrijk-Hongarije, waarvan Slovenië toen nog deel uitmaakte, en bereikte de titel van internationaal meester. In 1936 werd hij landskampioen en hij wist deze titel ettelijke malen te verdedigen. In 1949 speelde hij een match tegen Max Euwe die in gelijkspel eindigde. In 1954 won Pirc samen met Hans Bouwmeester het Hoogovenstoernooi.
| 8 | rd              | nd | bd | qd | kd | bd |    | rd |
| 7 | pd              | pd | pd |    | pd | pd | pd | pd |
| 6 |                 |    |    | pd |    | nd |    |    |
| 5 |                 |    |    |    |    |    |    |    |
| 4 |                 |    |    | pl | pl |    |    |    |
| 3 |                 |    |    |    |    |    |    |    |
| 2 | pl              | pl | pl |    |    | pl | pl | pl |
| 1 | rl              | nl | bl | ql | kl | bl | nl | rl |
|   | a               | b  | c  | d  | e  | f  | g  | h  |
|   | Pircverdediging |    |    |    |    |    |    |    |

Van zijn hand is de Pirc-verdediging, ook wel het Pirc-Robatsch systeem genoemd, een opening die lange tijd als dubieus gezien werd. De Russische schaker A.G. Ufimcev heeft aan deze opening ook een studie gewijd en daarom wordt deze opening in Rusland ook wel de Ufimcev-verdediging genoemd.